# Rottum (natuurgebied)

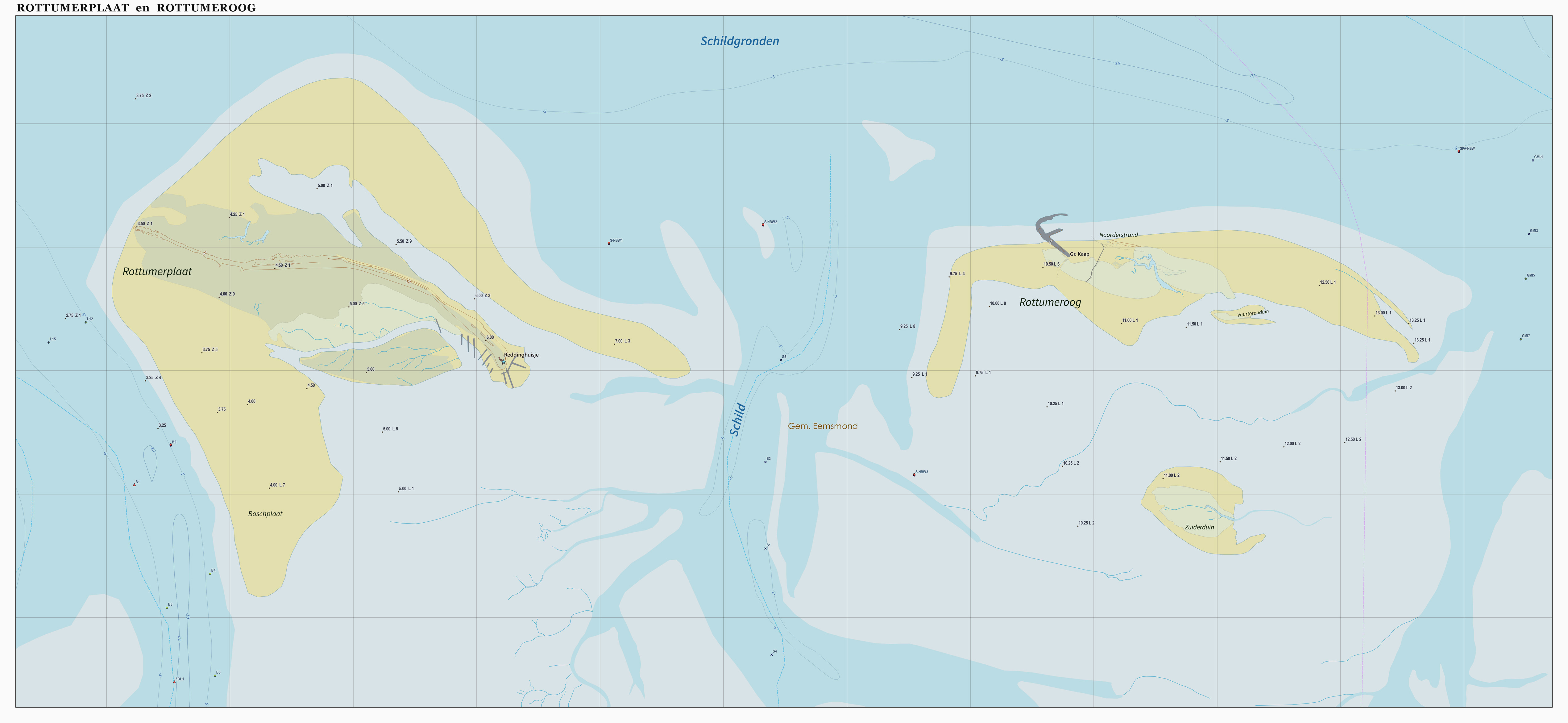
Topografische kaart van Rottum: links Rottumerplaat, rechtsboven Rottumeroog en rechtsonder de Zuiderduintjes.

Rottum is de verzamelnaam van een drietal eilanden in het Nederlandse Waddengebied: Rottumeroog, Rottumerplaat en de Zuiderduintjes. De laatstgenoemde zandplaat behoorde ooit tot Rottumeroog maar is daarvan af gesplitst. Alle eilanden zijn in de loop der jaren geleidelijk verplaatst naar het oosten, zodat Rottumerplaat momenteel op de plek ligt waar Rottumeroog in de 17e eeuw heeft gelegen.
Het gebied, met de omliggende zee, is een beschermd Natura 2000-natuurgebied, dat beheerd wordt door Staatsbosbeheer en Rijkswaterstaat. Toegang tot het gebied is streng gereguleerd: er mag niet gevist worden en toegang voor het publiek is beperkt tot begeleide excursies buiten het broedseizoen naar Rottumeroog. Verder verblijven er van april tot juli vogelwachters op de eilanden.